# Göttingen (Wadersloh)
Göttingen ist eine Bauernschaft von Liesborn in der Gemeinde Wadersloh im Kreis Warendorf in Nordrhein-Westfalen. Es liegt im Münsterland südwestlich von Liesborn an der Landesstraße L 822 (Göttinger Straße). Südlich fließt die Lippe, ein rechter Nebenfluss des Rheins, und liegt das Naturschutzgebiet Lippeaue zwischen Göttingen und Cappel (siehe Liste der Naturschutzgebiete im Kreis Warendorf).
Seit dem 14. Jahrhundert besteht die St.-Georgs-Kapelle in Göttingen. Das heutige Hauptschiff der römisch-katholischen Filialkirche wurde im Jahr 1787 errichtet, nachdem ein älterer Bau an gleicher Stelle bestanden hatte. Im Jahr 1931 wurde die Kapelle durch ein Querhaus erweitert, um der wachsenden Gemeinde gerecht zu werden. Der barocke Hochaltar stammt aus der zweiten Hälfte des 17. Jahrhunderts und wurde aus dem Vorgängerbau übernommen. Im Zuge der Liturgiereformen nach dem Zweiten Vatikanischen Konzil erfolgte 1971 eine Umgestaltung des Chorraums. Die Kapelle gehört zur Pfarrei St. Margareta Wadersloh und wird bis heute regelmäßig für Gottesdienste, Andachten und besondere liturgische Feiern genutzt. Sie bildet nicht nur einen spirituellen Mittelpunkt, sondern auch einen sozialen Treffpunkt im dörflichen Leben von Göttingen.